# Carl August Dohna
Carl August Dohna, född 1691, död 1744, var en svensk greve och militär. Han var son till Fredrik Christoffer Dohna och bror till Fredrik Ludvig Dohna.
Dohna blev, efter att i sin ungdom ha tjänstgjort i preussiska armén, svensk officer 1706 och var vid Karl XII:s död generaladjutant av flygeln och blev 1719 överste och 1737 generalmajor av kavalleriet. Han erhöll avsked 1740. Vid 1742/43 års riksdag var Dohna medlem av sekreta utskottet och av kommissionen över Henrik Magnus von Buddenbrock och Charles Emil Lewenhaupt d.ä. Enligt Askersunds landsförsamlings dödbok begravdes han 10 januari 1745, "... grefven och Generalmajoren af Cavalleriet samt Cap:Liutenant vid Lif Drabanterna Carl August Dohna 51 år". Kyrkboken är otydlig men sannolikt avses Carl August Dohna med dödsdatum 24 november 1744.
Carl August Dohna grundlade bruket Dohnafors i Askersunds kommun i Örebro län.